# Chorebus concinnus
Chorebus concinnus är en stekelart som först beskrevs av Telenga 1935.  Chorebus concinnus ingår i släktet Chorebus och familjen bracksteklar. Inga underarter finns listade i Catalogue of Life.